# Jeanne-Marie Marsan
 (octobre 2018).
Si vous disposez d'ouvrages ou d'articles de référence ou si vous connaissez des sites web de qualité traitant du thème abordé ici, merci de compléter l'article en donnant les références utiles à sa vérifiabilité et en les liant à la section « Notes et références ».
Jeanne-Marie Marsan, née Jeanne-Marie Chapiseau, en 1746 à Paris et morte le 25 février 1807 à La Nouvelle-Orléans, est une comédienne d'art dramatique française et une chanteuse d'opéra. Elle débuta en France, mais fit carrière d'abord à Saint-Domingue avant que celle-ci devienne Haïti, puis en Louisiane française.

## Biographie
Jeanne-Marie Chapiseau est née dans le faubourg Saint-Germain de Paris. Elle épouse l'acteur Pierre Legendre Marsan, qui dut fuir la France pour la Martinique en 1765. Jeanne-Marie est restée en France et pendant les dix années suivantes, devint célèbre sur les scènes de théâtres parisiens, ainsi que lors de tournées dans les provinces françaises, et même jusqu'en Allemagne.
En 1775, elle rejoint son mari avec ses enfants en Martinique, où elle débute sur la scène du théâtre de Saint-Pierre.
En 1780, Marsan déménage avec sa famille à Saint-Domingue, où elle a été embauchée au théâtre de la ville du Cap-Français (aujourd'hui Cap-Haïtien) et devient l'actrice principale et chanteuse de la colonie de Saint-Domingue. Elle était réputée pour sa polyvalence d'interprétations, se produisant aussi bien dans la tragédie, que dans la comédie, sans oublier son rôle de prima donna comme chanteuse d'opéra. Elle est comparée à la cantatrice française Madame Dugazon. Elle croise les comédiennes Minette et Lise, lors de ses déplacements à Port-au-Prince.
En 1793, la révolte des esclaves haïtiens et la guerre civile qui embrasse l'île de Saint-Domingue, pendant la Révolution haïtienne, forcent la famille Marsan à quitter la ville de Cap-Français. En 1794, les Marsan émigrent vers la Louisiane française et s'installe à La Nouvelle-Orléans. Jeanne-Marie Marsan reprend son métier de comédienne et se produit à l'unique théâtre de La Nouvelle-Orléans, le Théâtre de la Rue Saint-Pierre, dirigé par Jean Baptiste Le Sueur Fontaine.
Jeanne-Marie Marsan arrêta la scène en 1800. Elle vécut dans sa propriété avec sa famille et mourut en 1807 à La Nouvelle-Orléans.